# Пожня (село)
По́жня — село в Україні, у Великописарівській громаді Охтирського району Сумської області. Площа — 3017 га. Колишній орган місцевого самоврядування — Пожнянська сільська рада.
Населення становить 799 осіб.

## Географія
Село Пожня знаходиться на правому березі річки Ворсклиця в місці впадання в неї річки Пожня, вище за течією на відстані 2 км розташоване село Станичне, нижче за течією на відстані 4 км розташоване село Дернове, на протилежному березі — село Дружба. Річка в цьому місці звивиста, утворює лимани, стариці та заболочені озера. Через село проходить автомобільна дорога Т 1901.
Село розташоване за 18 км на північний-захід від центру громади Великої Писарівки та за 30 км від залізничної станції Кириківка.

## Історія
Поселення засновано в XVII столітті: за одними джерелами 1628 року, за іншими — 1664 року.
За легендою, переселенці з центральних областей Росії приїхали на ці землі восени, після збирання врожаю. На полях зосталось лише пожнив'я — стерня. Тому село й річку, яка протікає через нього, назвали Пожнею.
За даними на 1864 рік у казенному селі Дернівської волості Охтирського повіту Харківської губернії мешкало 964 особи (485 чоловічої статі та 479 — жіночої), налічувалось 149 дворових господарств, існувала православна церква, проходило 3 щорічних ярмарки.
За переписом 1897 року кількість мешканців зросла до 1870 осіб (929 чоловічої статі та 941 — жіночої), з яких всі — православної віри.
Станом на 1914 рік кількість мешканців зросла до 2384 осіб.
Село постраждало внаслідок геноциду українського народу, проведеного окупаційним урядом СРСР 1932—1933 та 1946–1947 роках.
12 червня 2020 року, відповідно до розпорядження Кабінету Міністрів України № 723-р «Про визначення адміністративних центрів та затвердження територій територіальних громад Сумської області», село увійшло до складу Великописарівської селищної громади.
19 липня 2020 року, в результаті адміністративно-територіальної реформи та ліквідації Великописарівського району, увійшло до складу новоутвореного Охтирського району.
17 серпня 2024 року оперативне командування «Північ» повідомило про обстріли Сумської області. Серед постраждалих населених пунктів село Пожня – 1 вибух, ймовірно ствольна артилерія 152 мм.  
27 серпня 2024 року оперативне командування «Північ» інформує про обстріли села. Зафіксовано 1 вибух, ймовірно скид ВОГ з БПЛа. В результаті обстрілу пошкоджено приватний будинок.

## Населення

### Мова
Розподіл населення за рідною мовою за даними :
| Мова       | Кількість | Відсоток |
| ---------- | --------- | -------- |
| російська  | 633       | 79.22%   |
| українська | 166       | 20.78%   |
| Усього     | 799       | 100%     |

## Економіка
- Молочно-товарна і птахо-товарна ферми.
- Агрофірма «Схід», ТОВ.
- «Агроефект», фермерське господарство.

## Об'єкти соціальної сфери
- НВК школа I—III ст.-дошкільний навчальний заклад ім. Героя Радянського Союзу Митрофанова Ф. В.

## Пам'ятки
Майдан Пожня- археологічна пам’ятка місцевого значення. Майдан розташований посеред поля на лівому березі річки Пожня за 1,9 км на північ від села.

## Персоналії
- Митрофанов Федір Васильович — радянський військовий льотчик, Герой Радянського Союзу (1943).
- Багач Андрій Володимирович — український військовик, учасник російсько-української війни[12].
- Білаш Артур Миколайович — український військовик, учасник російсько-української війни[13].